# Piotr Gorecki
Piotr Gorecki (ur. 1 sierpnia 1928 w Opawie, zm. 23 kwietnia 2008) – polski farmaceuta, pracownik naukowy Akademii Medycznej oraz Instytutu Roślin i Przetworów Zielarskich w Poznaniu, badacz i twórca leków pochodzenia roślinnego.

## Życiorys
Był synem Waltera, aptekarza, oraz Luizy z domu Heinemann. Ukończył gimnazjum i liceum w Koźlu, maturę zdał w 1948 roku. Następnie rozpoczął studia farmaceutyczne na Uniwersytecie Poznańskim. Ukończył je w 1952 roku, już na Akademii Medycznej. Pozostał na uczelni jako asystent, a następnie adiunkt w Katedrze Technologii Chemicznej Środków Leczniczych. W 1961 roku uzyskał doktorat, na podstawie pracy Uboczne alkaloidy słomy makowej, w 1967 roku habilitację i stopień docenta na podstawie rozprawy Badania nad homologami narkotyny i narceiny.
W 1969 roku został samodzielnym pracownikiem naukowym Instytutu Przemysłu Zielarskiego w Poznaniu (przemianowanego później na Instytut Roślin i Przetworów Zielarskich). Dziesięć lat później został mianowany profesorem nadzwyczajnym, a w 1990 roku uzyskał tytuł profesora zwyczajnego. W swej działalności naukowej zajmował się między innymi badaniami związków pochodzenia roślinnego, w tym alkaloidów ziela maku lekarskiego, alkaloidów aporfinowych i tropanowych, kumaryn i flawonoidów, półsyntezą związków naturalnych, opracowywaniem procesów technologicznych dla przemysłu zielarskiego, oceną wartości terapeutycznej roślin leczniczych.
Był autorem bądź współautorem 63 prac oryginalnych, 17 przeglądowych, dziewięciu monografii i 39 streszczeń zjazdowych. Opracował skład licznych preparatów leczniczych, wdrożonych do produkcji. Był członkiem Polskiego Towarzystwa Farmaceutycznego, Polskiego Towarzystwa Lekarskiego, Naczelnej Organizacji Technicznej, Poznańskiego Towarzystwa Przyjaciół Nauk. Został odznaczony między innymi krzyżami Kawalerskim (1985) i Oficerskim (1997) Orderu Odrodzenia Polski, Złotym Krzyżem Zasługi (1977), Medalem 40-lecia Polski Ludowej, Odznaką Honorową Miasta Poznania.
Zmarł w 2008 roku i został pochowany na cmentarzu parafialnym w Lusowie.